# Ponte dell'Arenaccia
Il ponte dell'Arenaccia è un ponte di Napoli, ubicato su via Arenaccia, nell'omonima zona.
Permette di scavalcare la strada e dirigersi verso il cimitero di Poggioreale e la Doganella attraverso via Don Bosco (il livello superiore del ponte) e via nuova del Campo.
Il ponte originario è stato abbattuto e sostituito da un nuovo ponte.

## Il vecchio ponte
Durante il suo regno Gioacchino Murat si era posto l'obiettivo di aprire una strada di collegamento tra via Foria e il nuovo Campo di Marte (suolo oggi occupato dall'aeroporto di Capodichino). La strada effettivamente fu tracciata entro il 1812 da Bartolomeo Grasso e Luigi Malesci, tuttavia il Re non promosse la costruzione di un vero e proprio ponte che superasse l'alveo dell'Arenaccia, dal momento che la primitiva soluzione fu un semplice terrapieno traforato.
Nel 1835 Ferdinando II ordinò la risistemazione definitiva dell'alveo dell'Arenaccia. Nel 1836 l'ingegner Francesco Bausan progettò un piano di risistemazione dell'alveo e nel 1840 l'architetto Francesco Maria Del Giudice coordinò l'apertura del ponte.
La struttura originaria del ponte di Del Giudice era caratterizzata dalla presenza di due campate asimmetriche in tufo: quella più grande era ad arco ribassato mentre la più piccola ad arco a tutto sesto. Questa soluzione fu presa dal momento che bisognava separare la nuova sede stradale dal canalone di acque reflue provenienti peraltro da alcune industrie situate nei paraggi.
La campata ad arco ribassato era architettonicamente più sofisticata, dal momento che presentava un cornicione mensolato, intonaci che ricoprivano il tufo, un archivolto sagomato a motivi geometrici quadrangolari e chiave di volta classicheggiante modellata ad S.
La campata ad arco a tutto sesto presentava unicamente un archivolto fatto di semplici mattoni in cotto.
Tra il 1840 e il 1844 fu inoltre realizzata la rampa che collega via Arenaccia a via Don Bosco, su progetto di Leonardo Laghezza, che proprio nel 1840 era divenuto il responsabile per le opere da costruire nella zona orientale della città.

## Il nuovo ponte
La vetustà del ponte accresce con l'avanzare del tempo: la portata insufficiente delle due campate, la stessa asimmetricità che provoca un vero e proprio imbottigliamento del traffico e la mancata manutenzione rendono la presenza del ponte quantomeno ingombrante.
Lo sgretolamento inesorabile dei materiali di costruzione, primo su tutti il tufo che non riceve più protezione dall'intonaco quasi inesistente, rende indispensabile l'abbattimento del ponte per azzerare i pericoli che incombono sugli automobilisti e sui pedoni che tra l'altro non hanno neppure una sede protetta su cui camminare, non essendoci marciapiedi sotto i fornici.
Il Comune nel 2001 decide allora di realizzare un nuovo ponte a campata unica e ne affida la progettazione all'ingegnere e docente Antonello De Luca: i lavori, diretti dallo stesso De Luca, partono nel 2006 (sono necessari vari provvedimenti di viabilità data l'importanza dell'asse stradale che va verso l'aeroporto) e si concludono nel 2009. La circolazione automobilistica viene ripristinata un anno dopo l'inizio dei lavori, nel 2007, ad opera in corso.
Il nuovo ponte, in calcestruzzo autocompattante e lungo trenta metri, si presenta con una sola campata ad arco ribassato, rivestita da minuscole mattonelle bianche e decorata con disegni geometrici a mosaico elaborati dall'artista Mariangela Levita e ottenuti con le stesse mattonelle di diverso colore (grigio fumo, marrone scuro, beige intenso).
La spalla sinistra (per intenderci quella verso piazza Garibaldi) è stata dotata di una scala per agevolare lo scambio di livello per i pedoni, mentre il livello superiore del ponte è corredato di vetrate di protezione e di illuminazione bassa costituita da pali dal notevole design.